# Kommersant
Kommersant (russisch Коммерса́нтъ; wörtlich „Geschäftsmann“) ist eine russische Tageszeitung, die dem Oligarchen Alischer Usmanow gehört. Die tägliche Auflage liegt bei 79.000.

## Geschichte
Die Zeitung wurde erstmals 1909 gegründet, aber im Zuge der Machtergreifung der Bolschewiki im Jahre 1917 geschlossen.
Im Dezember 1989 wurde sie in Moskau unter Leitung des Geschäftsmanns und Publizisten Wladimir Jakowlew, Sohns des renommierten Journalisten Jegor Jakowlew, wiederbelebt. Zunächst erschien die Zeitung wöchentlich und ab 1992 täglich. Im postsowjetischen Russland stieg sie zu einer der gewichtigsten Tageszeitungen auf und erwarb sich den Ruf einer seriösen und kritischen Informationsquelle.
Herausgegeben wird die Zeitung vom Verlagshaus Kommersant, das auch die Wochenmagazine Kommersant-Wlast (Kommersant-Macht) mit Themenschwerpunkt Politik und Kommersant-Dengi (Kommersant-Geld) mit Themenschwerpunkt Finanzen herausgibt. 1999 wurde das Verlagshaus von dem „Oligarchen“ Boris Beresowski gekauft, der nach seinem Zerwürfnis mit Präsident Putin in Großbritannien lebte.
Am 31. Januar 2005 erschien die Ausgabe der Zeitung mit nur vier Seiten und zahlreichen weißen Stellen. Sie enthielt nur einen Widerruf sowie den Text eines Urteils, mit dem sie zur Zahlung eines Schadensersatzes in Höhe von umgerechnet etwa 8,5 Millionen Euro an die Alfa Bank verurteilt worden war. Die Redaktion erklärte in einer Blattecke, die Ausgabe sei exklusiv der Alfa Bank und deren Chef Michail Fridman gewidmet, „auf dass sie ihm gefalle“.
Anfang des Jahres 2006 verkaufte Beresowski 50 % seiner Anteile am Verlag an seinen Geschäftspartner Badri Patarkazischwili, der damit zum Miteigentümer des Verlages wurde. Es kamen jedoch schon bald darauf Gerüchte auf, dass Patarkazischwili den Verlag nicht dauerhaft behalten, sondern an staatsnahe Strukturen weiterverkaufen würde. Im September 2006 wurde schließlich bekannt, dass Alischer Usmanow den Kommersant-Verlag erworben hatte, Unternehmer in der Metallbranche und Manager einer Tochterfirma des Konzerns Gazprom.
2015 wanderte Chefredakteur Jakowlew nach Israel aus.
Der Abgang von Jakowlew „aus persönlichen Gründen“ im Jahr 2018 wurde auch gleichgesetzt mit einem Verschwinden der letzten Unabhängigkeit.
Im Mai 2019 wurden die beiden prominenten Journalisten Maksim Iwanow und Iwan Safronow entlassen, nachdem sie einen Artikel über die mögliche Ablösung der Föderationsratsvorsitzenden Walentina Matwijenko geschrieben hatten. Daraufhin kündigten elf Journalisten aus Protest, darunter der stellvertretende Chefredakteur Gleb Tscherkassow und die Leiterin des Innenressorts Alla Barachowa. Einhundert Mitarbeiter des Verlages unterschrieben eine Mitteilung, wonach politische Berichterstattung für unbestimmte Zeit nicht mehr möglich sei. Sie schrieben im Bezug auf die Freiheit des Wortes: „Wir sind sicher, dass unser Land eine bessere Zukunft verdient.“

## Kommersant-Journalist als Gewaltopfer
Der bekannte Kommersant-Journalist Oleg Kaschin wurde am 6. November 2010 vor seiner Wohnung in Moskau von Unbekannten zusammengeschlagen und schwer verletzt. Kaschin hatte sich immer wieder kritisch mit Demokratiemängeln in Russland auseinandergesetzt. Bürgerrechtler und der Journalistenverband sowie die Menschenrechtsorganisation Amnesty International zeigten sich entsetzt und forderten eine schnelle Aufklärung.

## Trivia
Die Zeitung verwendet in Anspielung an die alte russische Rechtschreibung ein stilisiertes Schreibschrift-ъ in ihrem Logo und benutzt ein einzelnes Majuskel-Ъ als Abkürzung für die eigene Zeitung, zum Beispiel in Interviews, in denen die Fragen lediglich mit „Ъ:“ eingeleitet werden, oder in Ъ-Деньги als Kurzform für die Finanzzeitschrift Коммерсантъ-Деньги ‚Kommersant-Geld‘.